# Isaac Newton Lewis

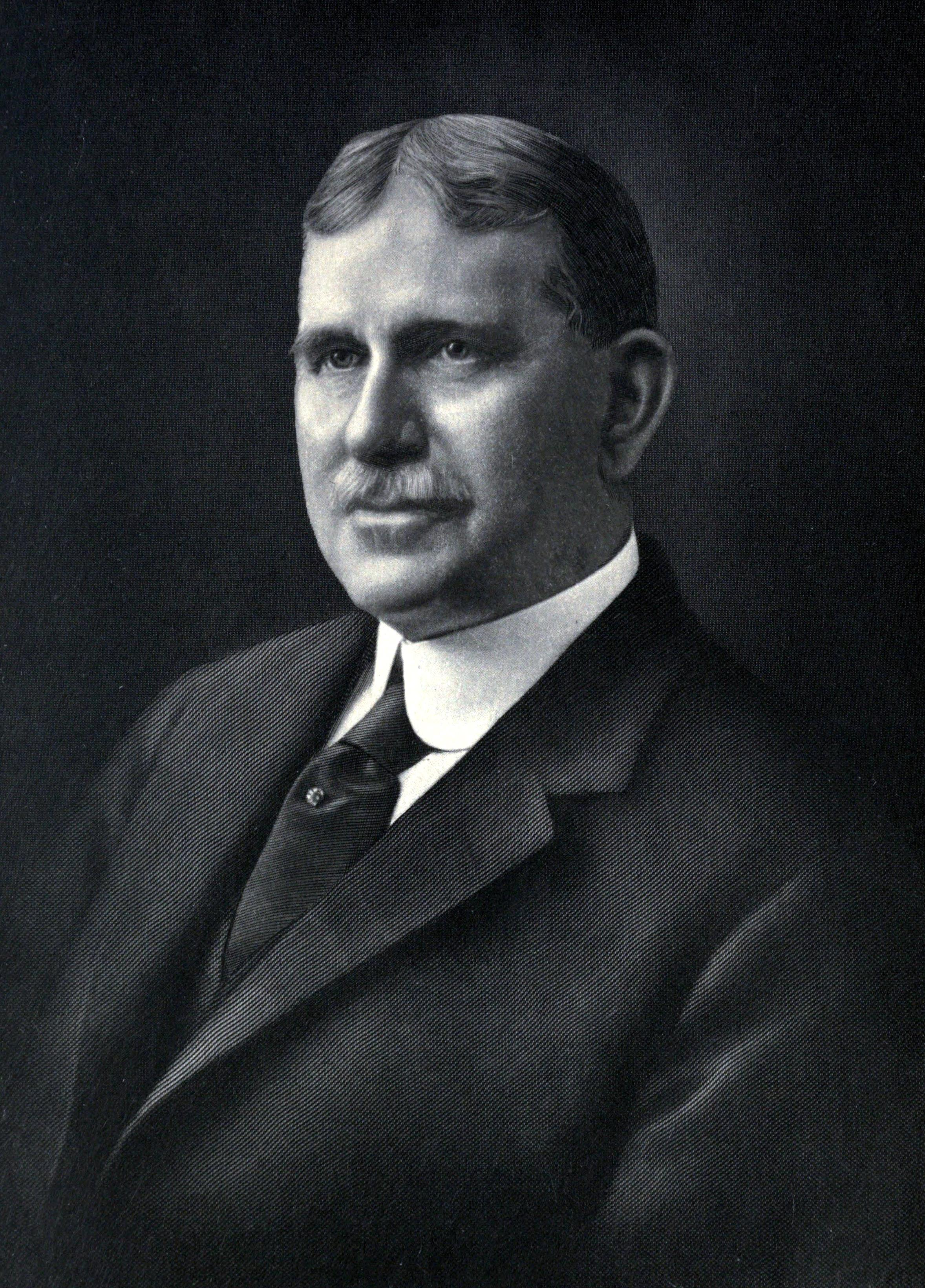
Isaac Newton Lewis

Isaac Newton Lewis (* 12. Oktober 1858 in New Salem, Pennsylvania; † 9. November 1931 in Hoboken, New Jersey) war ein US-amerikanischer Erfinder. Bekannt ist er vor allem für die Entwicklung des Lewis-Maschinengewehrs.

## Leben

### Militärische Karriere
Lewis besuchte ab 1880 die United States Military Academy und absolvierte diese im Jahre 1884. Er diente in der United States Army in der Artillerietruppe. Erst war er 1888‑1890 in Fort Leavenworth stationiert, dann folgten Verwaltungstätigkeiten im New Yorker Hafen 1894 bis 1898 und Washington, D.C. 1898 bis 1902. Im Sommer 1900 wurde Lewis nach Europa beordert um bei verschiedenen europäischen Streitkräften die aktuelle Waffentechnik zu studieren. Sein anschließender Bericht führte zur Einführung moderner Schnellfeuergeschütze in der Feldartillerie. Von 1904 bis 1911 war er der Leiter der Schule der Küstenartillerie in Fort Monroe.
Lewis war ein begabter Erfinder. Schon während seiner Dienstzeit in Fort Leavenworth entwickelte er einen Entfernungsmesser, welcher später in die offizielle Ausrüstung übernommen wurde. Im militärischen Bereich erhielt er verschiedene Patente z. B. für ein Feuerleitsystem, ein Schnellfeuergeschütz und einen Torpedo. Er entwickelte auch verschiedene Geräte im zivilen Bereich, unter anderem eine selbstregulierende Gleichstrommaschine.

### Lewis Gun

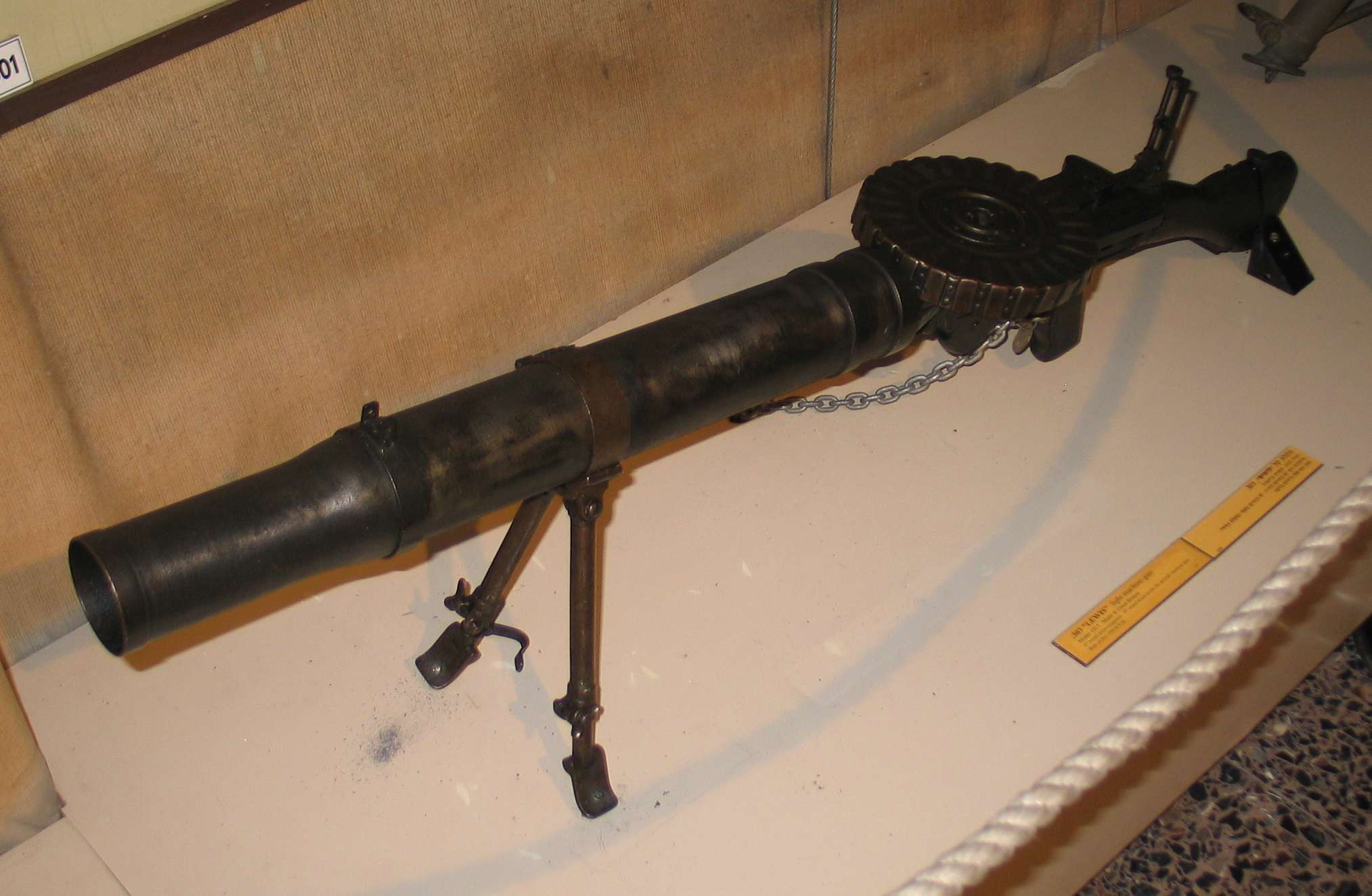
Lewis-Maschinengewehr

Mit Abstand die wichtigste Erfindung von Lewis war das nach ihm benannte Maschinengewehr. Lewis war in Versuche mit dem von Samuel Neal McClean ab 1900 entworfenen wassergekühlten Maschinengewehr involviert. Jedoch wollte sich bei McClean auch nach langer Entwicklungszeit kein Erfolg einstellen. Anfang 1910 gingen McCleans Geldgeber auf Lewis zu und sicherten ihm einen großen Anteil am Unternehmen, falls er ein gebrauchstüchtiges Maschinengewehr konstruiert. Lewis überarbeitete das Maschinengewehr von McClean; vor allem stellte er es auf Luftkühlung um. Im September 1910 unterzeichnete er mit der Automatic Arms Company einen Gesellschaftsvertrag. Um den Prototyp zu perfektionieren und zu vermarkten, ließ er sich ein Jahr von der US Army beurlauben. Lewis präsentierte, mit Hilfe des Generals Leonard Wood, das Maschinengewehr hochrangigen Vertreten der US Army. Dabei versuchte er William Crozier, den Chef des für Waffenentwicklungen zuständigen Ordnance Departments auf Grund von gegenseitigen persönlichen Animositäten zu umgehen. Er konnte die US Army jedoch nicht überzeugen und war gezwungen im September 1912 wieder seinen Dienst aufzunehmen. Frustriert verließ er 1913 die US Army im Rang eines Obersts und reiste nach Europa, um dort sein Maschinengewehr zu vermarkten. Die ersten Kontakte mit britischen und belgischen Vertretern waren erfolgversprechend. Lewis eröffnete daraufhin die Tochtergesellschaft „Armes Automatiques Lewis SA“ in Belgien und plante in Lüttich eine Fabrik zu errichten. Er bekam aber von dem Waffenhersteller Birmingham Small Arms Company aus England ein lukratives Angebot seine Waffe zu produzieren, welches er schließlich annahm. Kurz darauf brach der Erste Weltkrieg (1914–1918) aus und die Alliierten (vor allem das Vereinigte Königreich) führten das Lewis-Maschinengewehr in ihren Streitkräften ein.
Als die USA schließlich gegen Ende des Krieges die Waffe in größeren Mengen doch einführten lehnte Lewis die Annahme von etwas über eine Million US-Dollar ihm zustehenden Lizenzgebühren aus Patriotismus ab. Durch die Lizenzgebühren, welche die Alliierten zahlen mussten, sammelte er trotzdem ein beträchtliches Vermögen an.

### Ruhestand
Im Januar 1919 wurde er mit der Elliott Cresson Medal des Franklin Institute ausgezeichnet. Lewis setzte sich in Montclair zur Ruhe. In seinen letzten Jahren war er Vorsitzender des Board of Directors der Research Corporation und war auch in weiteren Aufsichtsgremien aktiv. Lewis starb am 9. November 1931 an einem plötzlichen Herzinfarkt, nachdem er in New York City zu Besuch war. Er wurde mit militärischen Ehren auf dem Soldatenfriedhof der United States Military Academy begraben.